# Marija Aleksandrowna Meyn

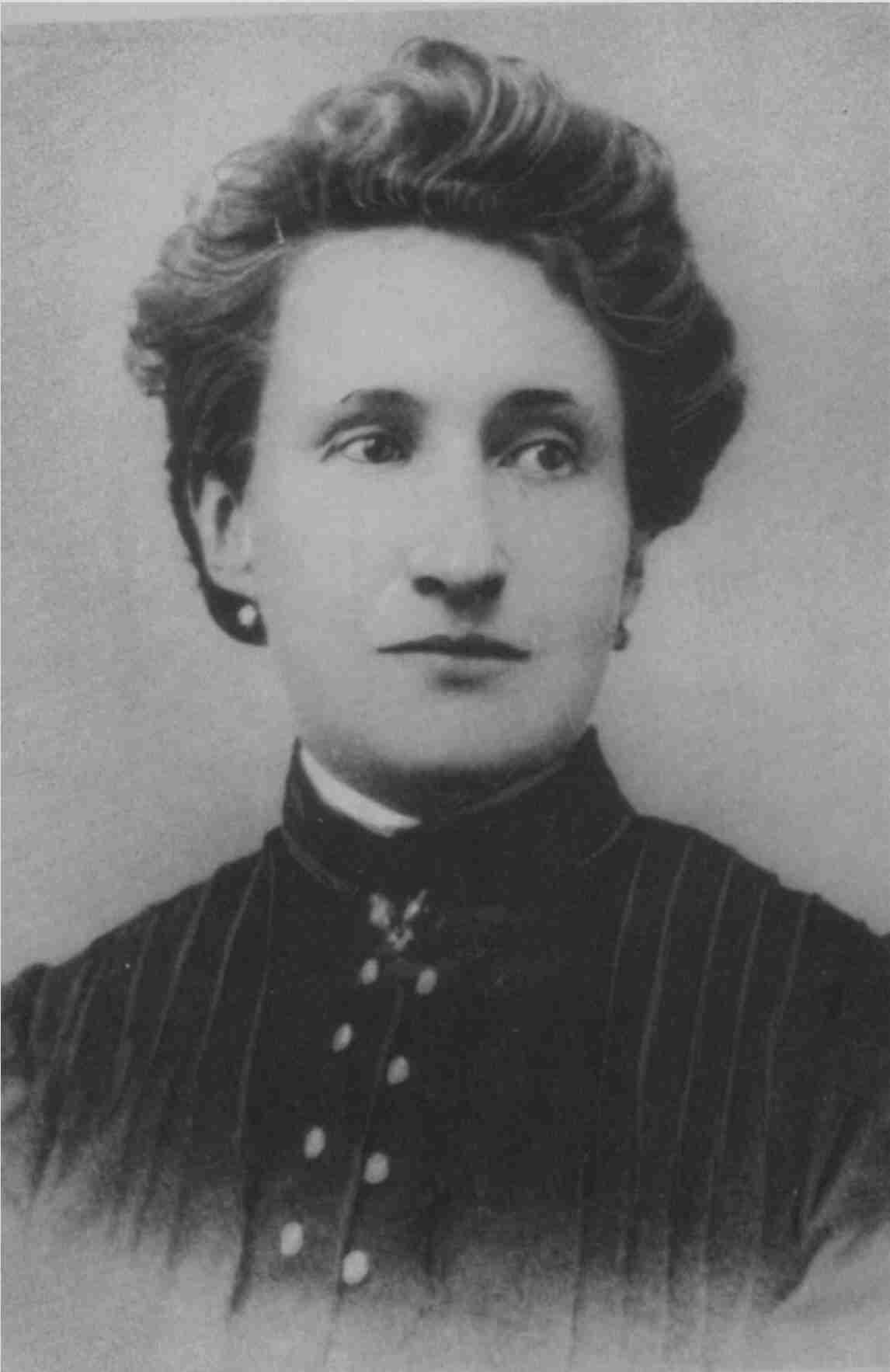
Marija Meyn

Marija Alexandrowna Meyn (russisch Мари́я Алекса́ндровна Ме́йн; * 1868; † 1906 in Tarussa) war eine russische Pianistin.

## Leben
Marija Meyn war die Tochter des deutsch-baltischen Beamten und Publizisten Alexander Danilowitsch Meyn (1836–1899) und der aus einer polnischen Aristokratenfamilie stammenden Marija Lukinitschna Bernazkaja (1840–1868), die drei Wochen nach der Geburt der Tochter starb.
Marija Meyn erhielt eine schöngeistige Ausbildung zu Hause und lernte Musik und Malerei. Sie war eine begabte Pianistin und träumte davon, in Konzerten aufzutreten. Allerdings verbot ihr Vater ihr, die Karriere einer Berufsmusikerin einzuschlagen. Sie studierte Musik bei Nadeschda Muromzewa, der Lieblingsschülerin Nikolai Rubinsteins, und Malerei bei dem Maler Michail Klodt in Sankt Petersburg.
1891 heiratete Marija Meyn den verwitweten Altphilologen Iwan Zwetajew, mit dem sie zwei Töchter bekam, die Dichterin Marina Zwetajewa und die Schriftstellerin Anastasija Zwetajewa. Sie war nun lange Jahre die wichtigste Helferin ihres Mannes beim Aufbau des Moskauer Puschkin-Museums. Sie brillierte am Flügel und mit der Gitarre, schrieb russische und deutsche Gedichte und malte.
1902 wurde bei Marija Tuberkulose festgestellt, so dass die Familie zu ihrer Heilbehandlung nach Italien reiste. 1904 suchte sie mit ihrer Familie Heilung in Horben, Freiburg und St. Blasien. 1905 kehrten sie nach Russland zurück und lebten in Jalta auf der Krim. 1906 starb Marija in Tarussa und wurde in Moskau begraben.